# Dayaoshania
Dayaoshania é um género botânico pertencente à família Gesneriaceae.

## Espécie
Dayaoshania cotinifolia

## Nome e referências
Dayaoshania W.T.Wang